# Goldammer
Die Goldammer (Emberiza citrinella) ist eine Vogelart aus der Familie der Ammern (Emberizidae). Sie ist die häufigste Ammer in Europa und einer der charakteristischen Brutvögel der Feldmark. Außerhalb der Brutzeit bilden sich mitunter größere Trupps, die sich an günstigen Nahrungsplätzen am Rand von Dörfern oder an Fasanen- und Rebhuhnschütten einfinden. Während der Brutzeit dagegen ist die Goldammer streng territorial.
Die IUCN stuft die Goldammer als nicht gefährdet (least concern) ein. Die Goldammer war Vogel des Jahres 1999 in Deutschland und 2002 in der Schweiz.

## Beschreibung
Die Goldammer erreicht eine Körperlänge von 16 bis 17 Zentimetern und wiegt 25 bis 30 Gramm. Die Männchen tragen während der Brutzeit ein gelbes Prachtkleid, sie haben dann einen leuchtend gelben Kopf mit wenigen bräunlichen Streifen, eine gelbe Unterseite mit rötlicher Brust und bräunlich-grauen Flügeldecken. Die Körperoberseite ist braun mit dunkleren Längsstreifen, der Bürzel ist zimtbraun. Der Schwanz ist dunkel, im Flug fällt der weiße Außenrand auf. Die Weibchen sind unscheinbarer grünbraun gefärbt, jedoch immer noch mit gelben Tendenzen an Kehle und Unterseite. Im Schlichtkleid ähneln die Männchen den Weibchen.
Frisch geschlüpfte Nestlinge der Goldammer weisen auf dem Kopf und dem Körper lange, dunkelgraue Dunen auf. Ihr Rachen und ihre Zunge sind rosa, dagegen heben sich auffallend die weißlichrosa Zungenränder und -spitze ab. Die Schnabelwülste sind gelblich weiß.
Von der ähnlich aussehenden Zaunammer kann die Goldammer durch ihren zimtbraunen Bürzel unterschieden werden.

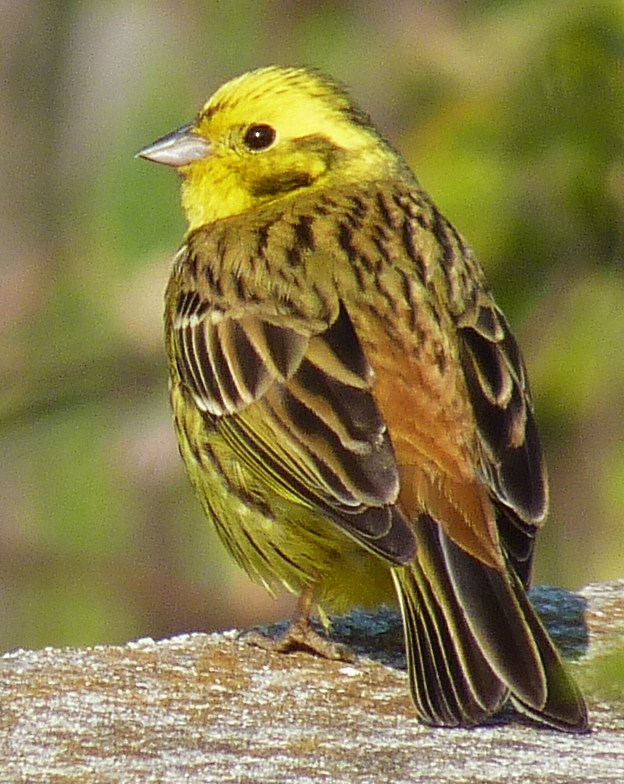
Typisch zimtbrauner Bürzel

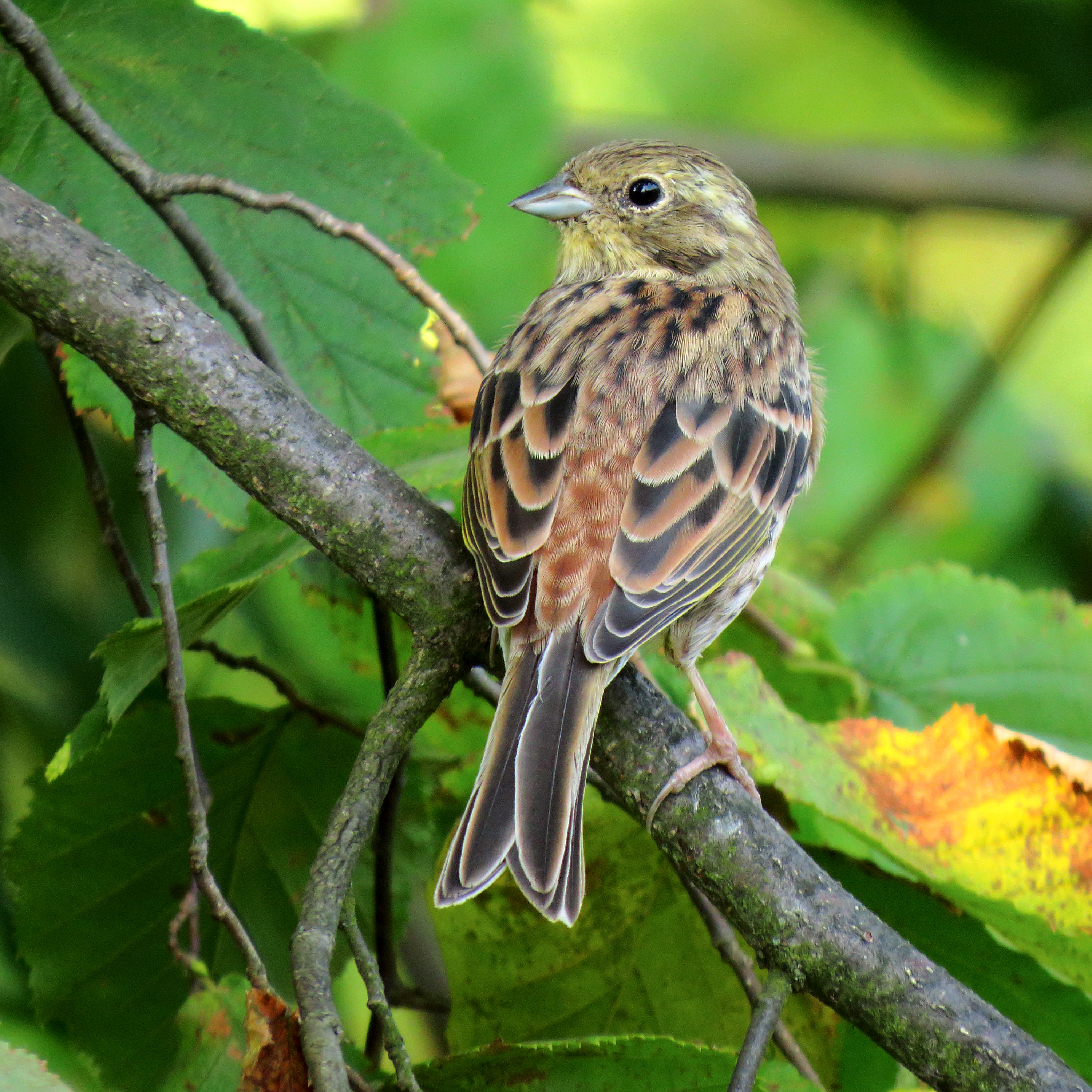
Weibchen

## Gesang

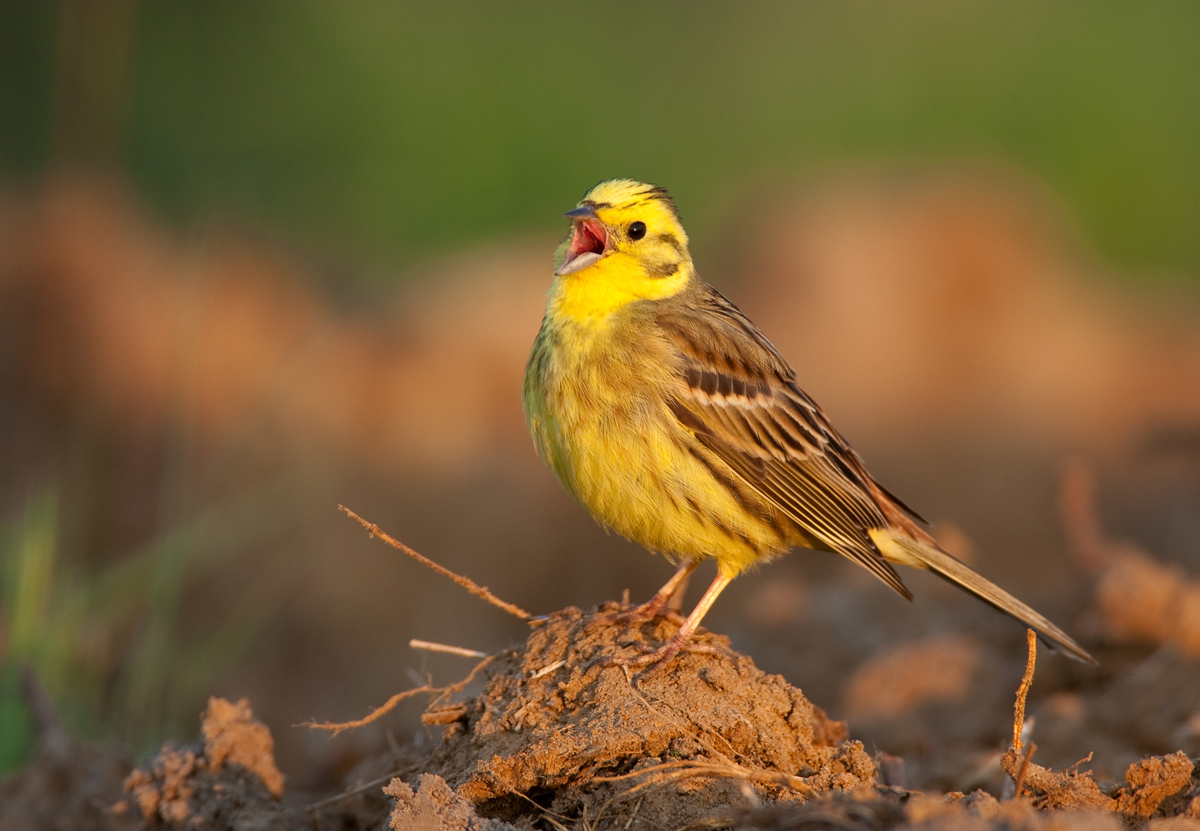
Singendes Männchen

Die Rufe der Goldammer sind sehr häufig zu vernehmen. Sie werden lautmalerisch mit tsr, zik oder zrk umschrieben. Der Gesang dagegen besteht aus einer Serie kurzer Einleitungstöne und einem gedehnten Schlussteil. Anhand der kleinen Pause zwischen dem „Ti-ti-ti-ti-ti-ti“ und dem „Tüüüüüh“, kann man das ungefähre Alter der Goldammer erkennen. Bei Jungvögeln ist diese Pause kurz. Bei den älteren dieser Art entsprechend länger. In seltenen Fällen fügt die Goldammer diesem Gesang noch einen kleinen Nachton, ähnlich einem kurzen Pfiff hinzu. Hingegen ist das „Tüüüüüh“ immer dann nicht zu hören, wenn die Goldammer sich gestört fühlt.
In Mitteleuropa singen Goldammern als einzige Vögel noch im Hochsommer an warmen Tagen. Der Gesang wird von einer erhöhten Warte wie beispielsweise von einer Busch- oder Baumspitze oder einem Pfahl vorgetragen.

## Verbreitungsgebiet und Lebensraum

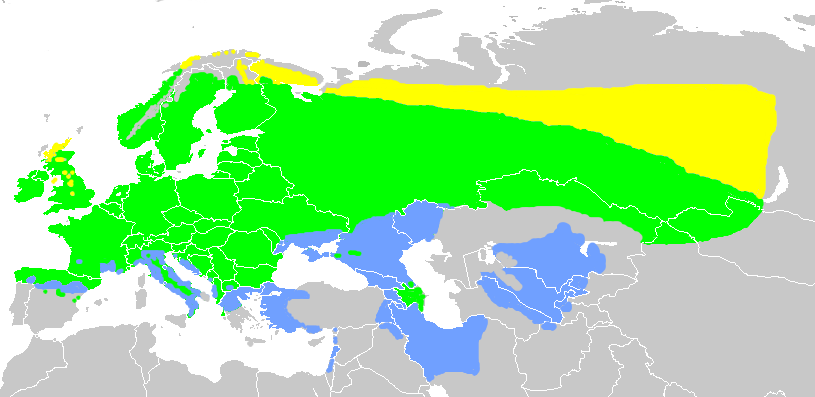
Verbreitungsgebiet der Goldammer: gelb = Brutgebiet, blau = Überwinterungsgebiet, grün = ganzjährig

Das Verbreitungsgebiet der Goldammer reicht von Mittelskandinavien bis Nordspanien, Süditalien, Griechenland und zur Ukraine. In östlicher Richtung reicht ihr Verbreitungsgebiet von Irland bis weit nach Asien hinein. Auf Neuseeland wurden im 19. Jahrhundert europäische Goldammern eingeführt und haben sich dort erfolgreich etabliert.
Die Goldammer ist bis auf die äußeren Bereiche ihres Verbreitungsgebietes ein Standvogel. Überwinternde Vögel finden sich unter anderem in Spanien, Italien, in den Balkanländern, in der Türkei und im Norden Israels ein. Sehr selten überwintern sie in Gibraltar, auf Malta und Sizilien. Als Irrgäste erreichen sie im Winterhalbjahr gelegentlich auch den Norden Marokkos.
Goldammern leben in der offenen Kulturlandschaft mit Feldgehölzen, Hecken und Büschen.
Im Winter ziehen sie in großen gemischten Trupps umher und suchen auf Feldern nach verbliebenen Samen.

## Ernährung
Erwachsene Goldammern fressen größtenteils Samen; die Ernährung der Nestlinge wird hingegen dominiert durch Wirbellose, besonders Spinnen, Käfer, Springschwänze, Hautflügler, Schmetterlingslarven und Heuschrecken, beinhaltet aber auch halbreife Getreidekörner. Auf Nahrungssuche gehen Goldammern vorzugsweise in den frühen Morgen- und Abendstunden, meist in kleineren Trupps.

## Fortpflanzung

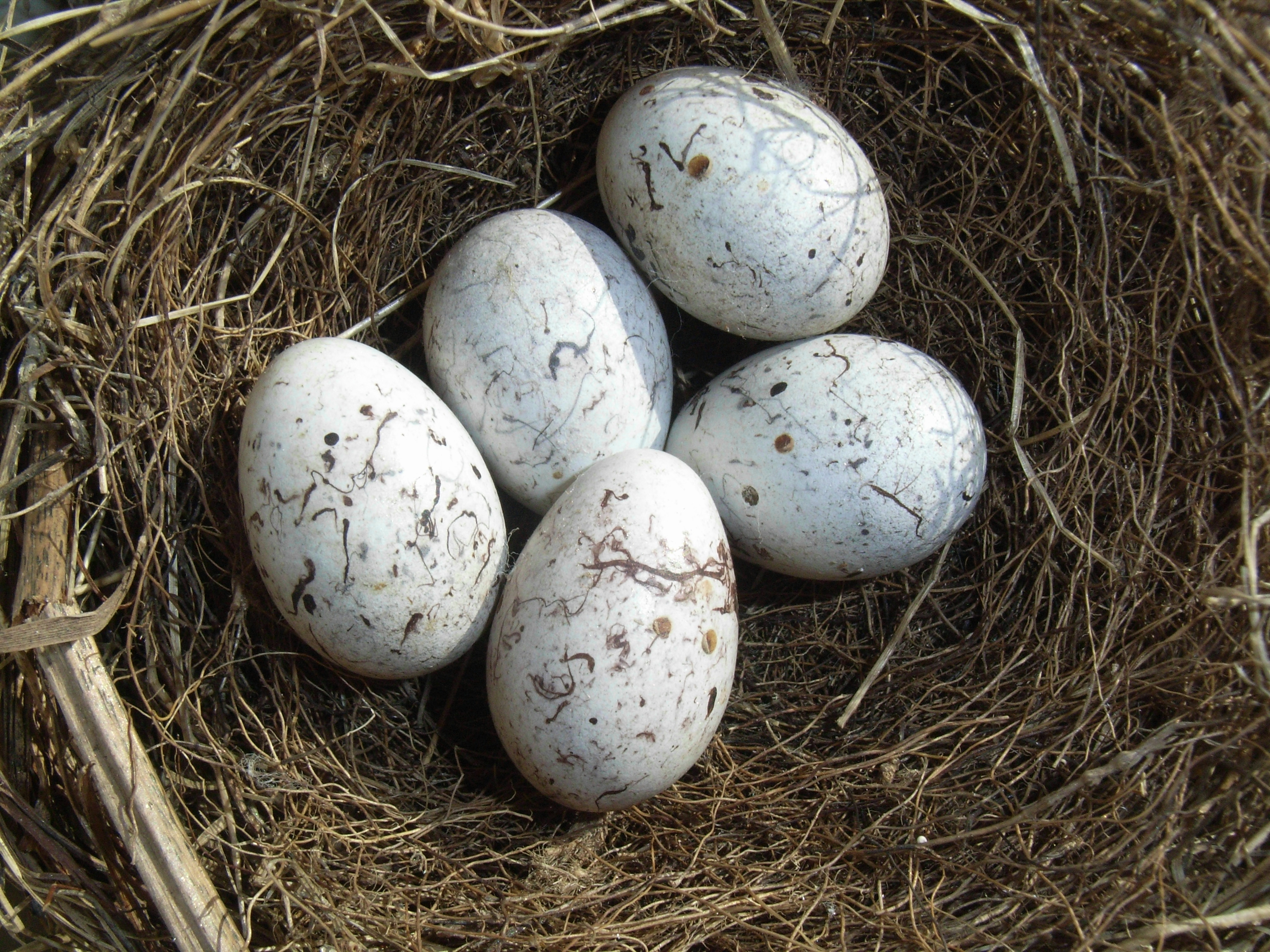
Gelege der Goldammer

Die Brutperiode der Goldammer beginnt in Mitteleuropa frühestens ab Mitte April und endet spätestens Anfang August. Goldammern ziehen zwei bis drei Jahresbruten groß. Sie brüten im offenen, meist trockenen Gelände, das Hecken, Büsche und Feldgehölze aufweist. Das Nest wird gewöhnlich am Boden in dichter Vegetation am Rand von Hecken, an Böschungen und unter Büschen errichtet.
Goldammern bauen ihre Napfnester auf dem Boden oder zumindest in Bodennähe. Das Weibchen legt drei bis fünf Eier. Die Eier sind spindelförmig mit einer glatten, leicht glänzenden Schale. Die Farbe ist weiß bis leicht bläulich, gräulich oder bräunlich und weist in der Regel zarte violettgraue sowie einige kräftige schwarze oder dunkelbraune Kritzel und Linien auf. Die Eier werden in einem Abstand von je einem Tag gelegt, die Brutzeit beträgt 11 bis 14 Tage. Es brütet allein der weibliche Elternvogel, der vom Männchen gelegentlich am Nest gefüttert wird. Die Nestlingszeit beträgt 9 bis 14 Tage. Die Nestlinge werden nach dem Schlüpfen zunächst vom Weibchen gehudert, das Männchen trägt derweil Futter herbei, das es an das Weibchen übergibt.

## Bestand
In den 1990er Jahren gab es ca. 2 Millionen Brutpaare der Goldammer in Deutschland. Die Bestände sind jedoch rückläufig.
Die IUCN geht nach neuen Daten von einer Gesamtpopulation von 35–62 Millionen Goldammern aus, weshalb der Vogel als „nicht gefährdet“ eingestuft wird.

## Rezeption
- Mit dem Erstausgabetag 2. Mai 2019 gab die  Deutsche Post AG in der Serie Europa – Heimische Vögel ein Postwertzeichen im Nennwert von 70 Eurocent heraus. Der Entwurf stammt von nexd–new experience design aus Düsseldorf.[8]
- Der Asteroid des äußeren Hauptgürtels (8965) Citrinella ist nach der Goldammer benannt (wissenschaftlicher Name: Emberiza citrinella). Zum Zeitpunkt der Benennung des Asteroiden am 2. Februar 1999 befand sich die Goldammer auf der niederländischen Roten Liste gefährdeter Arten.[9]

## Volkstümliche Namen
Die Goldammer ist volkstümlich auch unter den Namen Hämmerling, Ammerling, Emmerling, Ammeritz, Gelbling, Gilberitz, Gelbgans oder Bauernkanari bekannt. Auf lëtzebuergesch wird sie als Gielemännchen bezeichnet.